# Лаундж, Джон Майкл
Джон Майкл «Майк» Ла́ундж (англ. John Michael «Mike» Lounge; 1946—2011) — астронавт НАСА. Совершил три космических полёта на шаттлах: STS-51I (1985, «Дискавери»), STS-26 (1988, «Дискавери»), STS-35 (1990, «Колумбия»), инженер.

## Личные данные и образование
Джон Лаундж родился 28 июня 1946 года в Денвере, штат Колорадо, но своим родным считает город Бёлингтон, штат Колорадо, где в 1964 году окончил среднюю школу. В 1969 году в Академии ВМС США получил степень бакалавра наук. В 1970 году — степень магистра по астрогеофизике в Университете Колорадо в Боулдере. Он был ассоциированным членом Американского института аэронавтики и астронавтики. Женат, у него трое детей. Увлекался: джоггинг, сквоч, теннис, полёты и гольф. Любил играть на гитаре. Скончался 1 марта 2011 года от осложнений, рак печени.

## ДоНАСА
Лаундж поступил на действительную военную службу в ВМС Соединённых Штатов после окончания Академии ВМС США и провел следующие девять лет различные воинские задания. Он окончил военно-морскую школу летчиков-офицеров в Пенсаколе во Флориде. Затем было повышение квалификации — офицерская должность на РЛС — радарный перехват на F-4J Phantom II, а впоследствии получил назначение в 142-ю истребительную эскадрилью, базирующуюся на авиабазе Мирамар, Калифорния. С этой эскадрильей он совершил девятимесячный поход в Юго-Восточную Азию на борту авианосца «Энтерпрайз», принимал участие в 99 боевых вылетах. На борту авианосца «Америка» совершил семимесячный поход по Средиземному морю. В 1974 году он вернулся в США, в Военно-морскую академию в качестве преподавателя на кафедру физики. В 1976 году был переведен в Вашингтон, в Отдел космических программ ВМС, где служил до своего выхода в отставку в 1978 году.

## Космическая подготовка
В июле 1978 года был приглашён в НАСА, в Космическом центре имени Джонсона. Работал ведущим инженером по запускам спутников с борта шаттлов и был включён в состав группы управления сходом с орбиты станции Скайлэб. В мае 1980 года был зачислен в отряд астронавтов НАСА в составе девятого набора в качестве специалиста полёта. Начал прохождение курса общекосмической подготовки (ОКП) с июля 1980 года. По её окончании в августе 1981 года получил квалификацию специалиста полета и назначение в Отдел астронавтов НАСА. Входил в состав команды стартового комплекса во время первых трех полётов шаттлов, работал над решением технических вопросов при использовании блока «Центавр» в качестве разгонного блока для выводов спутников. Первое использование планировалось во время старта STS-61F. После отмены этого полёта участвовал в работах по структурному формированию космической станции. С 1989 по 1991 года являлся главой Отдела обеспечения работ с орбитальной станцией.

## Космические полёты
- Первый полёт — STS-51I[4], шаттл «Дискавери». C 27 августа по 3 сентября 1985 года в качестве специалиста полета. Экипаж вывел на орбиту три спутника связи: для Военно-морского флота США — «SYNCOM IV-4», австралийский «AUSSAT», и для американской компании спутник «ASC-1». Экипаж на орбите провел успешные работы по сближению и ремонту большого по массе — 6,8 т (15000 фунтов) спутника «SYNCOM IV-3». Продолжительность полёта составила 7 суток 2 часа 18 минут[5].
- Второй полёт — STS-26[6], шаттл «Дискавери». C 29 сентября по 3 октября 1988 года в качестве специалиста полета. Экипаж успешно вывел на орбиту спутник «TDRS-C» и провел одиннадцать экспериментов, два из которых были предложены студентами. Продолжительность полёта составила 4 суток 1 час 1 минуту[7].
- Третий полёт — STS-35[8], шаттл «Колумбия». Со 2 по 11 декабря 1990 года в качестве бортинженера. Полет шаттла был посвящён астрономии. Наблюдения за Вселенной велись телескопом в ультрафиолетовом спектре «ASTRO-1» и за Рентгеновским излучением широкополосным телескопом. Продолжительность полёта составила 8 суток 23 часа 6 минут[9].

Общая продолжительность полётов в космос — 20 суток 2 часа 26 минут.

## После полётов
В июне 1991 года ушёл из отряда астронавтов и из НАСА. Тогда Лаундж объяснил свою отставку из астронавтов НАСА следующим образом: «Это очень трудное решение, взять и уйти, но я чувствую, что три полёта — моя справедливая доля, и я готов к новым жизненным вызовам».

## Награды и премии
Награждён: 6 раз — Медалью за «Воздушные операции», трижды — Медаль «За исключительные заслуги», Медаль «За космический полёт» (1985, 1988 и 1990) и многие другие.